# Karl Knappe

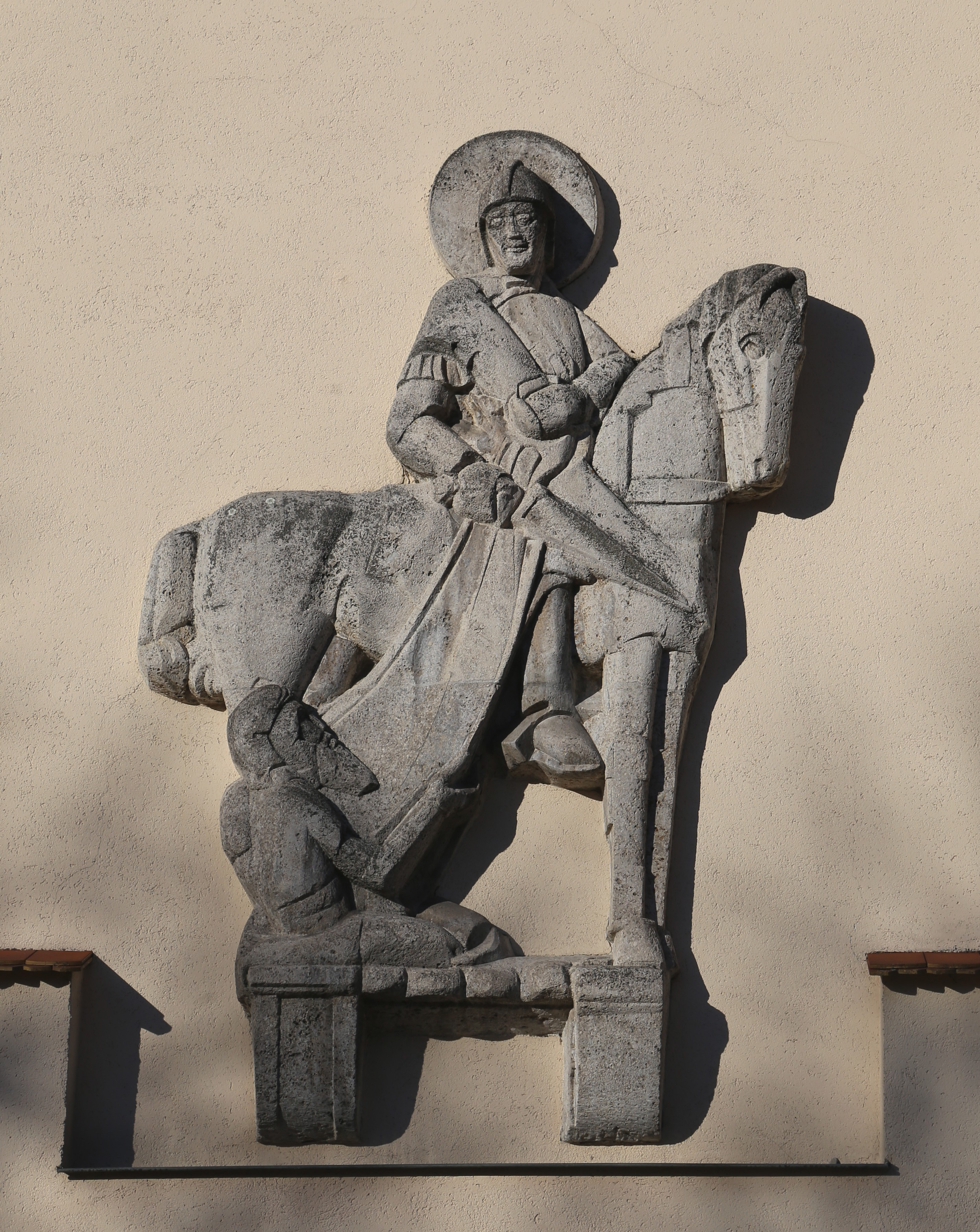
Reliefskulptur über dem Hauptportal der Neuen Pfarrkirche St. Martin in Moosach, München.

Karl Knappe (* 11. November 1884 in Kempten; † 20. März 1970 in München) war ein deutscher Bildhauer, der vor allem Werke aus Naturstein schuf.

## Leben
Knappe besuchte das Gymnasium in Bamberg bis 1903. Er studierte an der Kunstgewerbeschule München von 1904 bis 1909. 1909 bis 1911 war er vor allem in Dresden und Berlin als Bildhauer tätig. Für seine Arbeiten wurde ihm 1911 der Rompreis der Preußischen Akademie der Künste verliehen. Zwischen 1922 und 1928 arbeitete er am Kriegerdenkmal für die Gefallenen des Ersten Weltkriegs der Stadt München. 1926 wurde er vom Freistaat Bayern zum Professor ernannt. 1930 erhielt er von der Technischen Hochschule München einen Lehrauftrag für „Plastik“. 
Nach der Machtergreifung der Nationalsozialisten wurde Knappe obligatorisch Mitglied der Reichskammer der bildenden Künste. Es ist jedoch lediglich 1934 seine Teilnahme an der Frühjahrsausstellung der Preußischen Akademie der Künste belegt. Aber Knappes Werke waren den Nationalsozialisten suspekt, und er erhielt dann wohl ein Berufsverbot.
1948 erhielt er den Förderpreis für Bildende Kunst der Landeshauptstadt München. 1949 wurde er Ehrenmitglied der Akademie der Bildenden Künste München. Mit seinem Kollegen Josef Oberberger verband ihn eine lebenslange Freundschaft. 1951 wurde er Mitglied der Bayerischen Akademie der Schönen Künste. Für sein künstlerisches Werk wurde ihm 1959 der Bayerische Verdienstorden und 1964 das Große Bundesverdienstkreuz verliehen. 1969 wurde er von der Technischen Hochschule München mit der Ehrendoktorwürde ausgezeichnet.

## Werk
Den Schwerpunkt von Knappes Werk bildeten plastische Arbeiten in allen Bildhauer-Materialien, vor allem in Stein. Er arbeitete aber auch mit Bronze, Holz, Ziegel, Beton, Glas und stellte zahlreiche Mosaiken her. Er malte, schmiedete Eisen, formte Gips für Betongüsse, schnitt Glas für farbige Fenster, formte Porträts in Ton, modellierte Medaillons in Wachs, bearbeitete Holz mit dem Beil und beherrschte die Techniken der Steinbildhauerei perfekt. Damit war er einer der vielseitigsten Bildhauer seiner Zeit in Süddeutschland. Vielfältig waren auch die Motive, Inhalte und Gedanken seiner Arbeiten. Dabei arbeitete er stark abstrahierend und symbolhaft.
Große Anteile seines Schaffens entfallen auf Reliefs als Bauplastik und auf christliche Sujets. Von 1952 bis 1963 teilte er sich ein Atelier mit der Ordensschwester Bernardine Weber auf dem Gelände des Instituts der Englischen Fräulein.
Von Knappe stammt der Satz, der sein Leben und sein Werk kennzeichnet: „Dass man Bildhauer sein darf, ist eine Gnade im Leben.“

### Hagar
Die verschollene Skulptur „Hagar“ (1923) wurde mit zehn weiteren Plastiken anderer Künstler 2010 bei Tiefbauarbeiten für eine neue U-Bahn-Linie bei dem Berliner Skulpturenfund vor dem Roten Rathaus in Berlin gefunden. Sie war im Rahmen der Ausstellung Entartete Kunst von den Nationalsozialisten beschlagnahmt worden. Kurz darauf wurden die Funde im Griechischen Hof des Neuen Museums auf der Berliner Museumsinsel der Öffentlichkeit präsentiert. Im Mai 2013 wurde ein Abguss der „Hagar“ in der Christophoruskirche in Berlin-Siemensstadt aufgestellt.

## Werke im öffentlichen Raum

### Arbeiten in Stein
- München:
  - Kriegerdenkmal 1914–18 („Gruft mit der Liegefigur eines gefallenen Soldaten“), errichtet vor dem Bayerischen Armeemuseum am östlichen Ende des Hofgartens (1923) in Zusammenarbeit mit den Architekten Thomas Wechs und Eberhard Finsterwalder
  - „Der Pfau“, Brunnen an den Stuntz-Schulhäusern in München-Bogenhausen
  - „Die steinerne Tanne“ im Hof der TH München, Barer Straße (Architekt: Franz Hart)
  - Eingangsrelief am Verwaltungsbau der städtischen Elektrizitätswerke München (Architekt: Hermann Leitenstorfer)
  - Denkmal der Stadt München für die Gefallenen von 1919, Waldfriedhof
  - Relief von zwei Engeln der Einsegnungshalle des Friedhofs am Perlacher Forst, München
  - „Postpferd“ als Relief am Postamt Tegernseer Landstraße, München (im Krieg zerstört) (Arch. Dr.-Ing. Walther Schmidt)
  - St. Martin zu Pferd sowie Taufstein, St.-Martins-Kirche (Architekt: Hermann Leitenstorfer)
  - „Maria Verkündigung“, Portalwand der Kirche Maria, Königin des Friedens, München-Giesing (Architekt: Robert Vorhoelzer)
  - „Jüngstes Gericht“ und „Abendmahl“, Kirche Zu den Heiligen Zwölf Aposteln, München-Laim (Architekt: Sep Ruf)
  - „Engel mit Weltkugel“, Plastik, Verwaltungsbau der Maxburg, München (Architekt: Sep Ruf)
  - Relief am Hörsaalgebäude der Prinz-Eugen-Kaserne
  - Sakramentshäuschen in der Kirche „Maria Sieben Schmerzen“ und Taufstein, München-Hasenbergl (Architekt: Franz Ruf)
  - Ludwigsbrücke, Brückenkopf – von Adolf Hitler abgelehnt
  - „Der steinerne Baum“, Brunnen in München-Schwabing
  - Max-von-Gruber-Brunnen in der Max-von-Gruber-Straße (1928) in München-Schwabing[3]
- Hamburg: Darstellung der göttlichen Dreieinigkeit in der Hl. Dreieinigkeits-Kirche (Hamburg-St. Georg)
- Pöcking: „Christus und die Juden“, Relief in der Kirche von Pöcking (Architekt: Hermann Leitenstorfer)
- Nürnberg: Säulen am Kaufhof Nürnberg
- Holzkirchen (Oberbayern): Sakramentshäuschen in der Kirche St. Josef (Architekt: Franz Ruf)
- Stuttgart-Bad Cannstatt: Relief am Werkgebäude der Steinindustriefirma Lauster
- Wunsiedel:
  - Eingangsrelief von Adler und Postillon am Postamt
  - Eingangspfeiler an der Fachschule für Steinbearbeitung
- Geltolfing: Christus-Plastik in der Kirche
- Karlsbach: Relief Hl. Familie in der Seitenkapelle der Pfarrkirche St. Josef
- Nürnberg: „Der Rufer“ - Relief an einer Säule am Karstadt-Gebäude in der Königstraße

### Weitere Arbeiten
- Bronze:
  - Bettler
- Malerei:
  - Betrayal
- Ziegelschnittreliefs:
  - München: Reliefs (1926) am Ledigenheim, Westend (Schwanthalerhöhe)
- Grabsteine:
  - Heidelberg: Reichspräsident Friedrich Ebert (kubischer Block mit Adlermotiv), auf dem Bergfriedhof
  - München:
    - Grabstein „Butz“, Stele mit Relief „Totentanz“, Nordfriedhof, Sektion 54
    - Grabstein für seine Familie, Dreiteilige Gruppe mit Relief „Engel mit kniender Frau“, Nordfriedhof, Sektion 57
    - „Mollgräber“, Gruppe aus 6 liegenden Diabassteinen, Waldfriedhof, Sektion 146
    - Grabstein „Konrad Weiß“, Waldfriedhof, Sektion 95

- Mosaiken

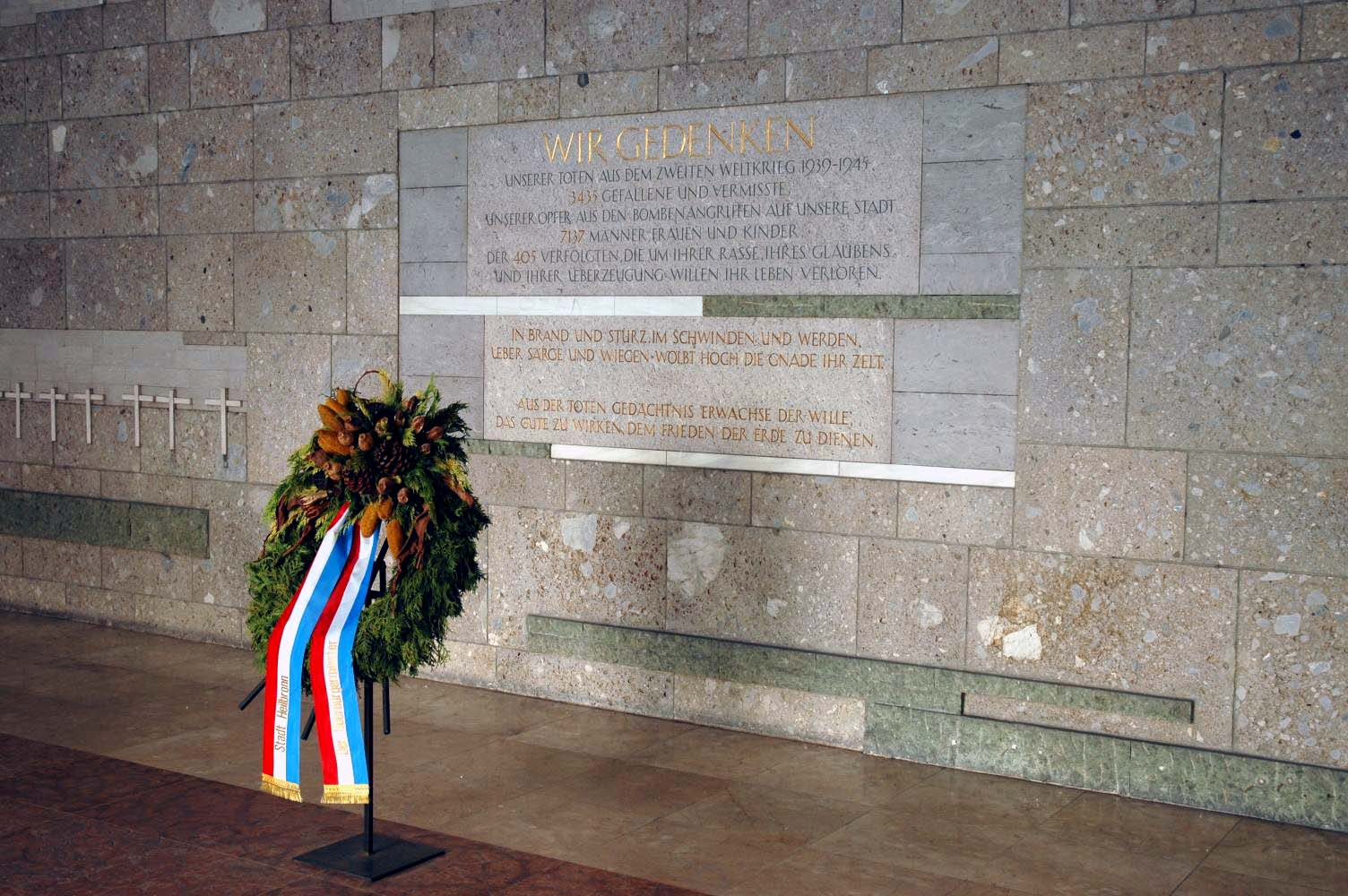
Ehrenhalle in Heilbronn, Wandmosaikarbeit von Karl Knappe

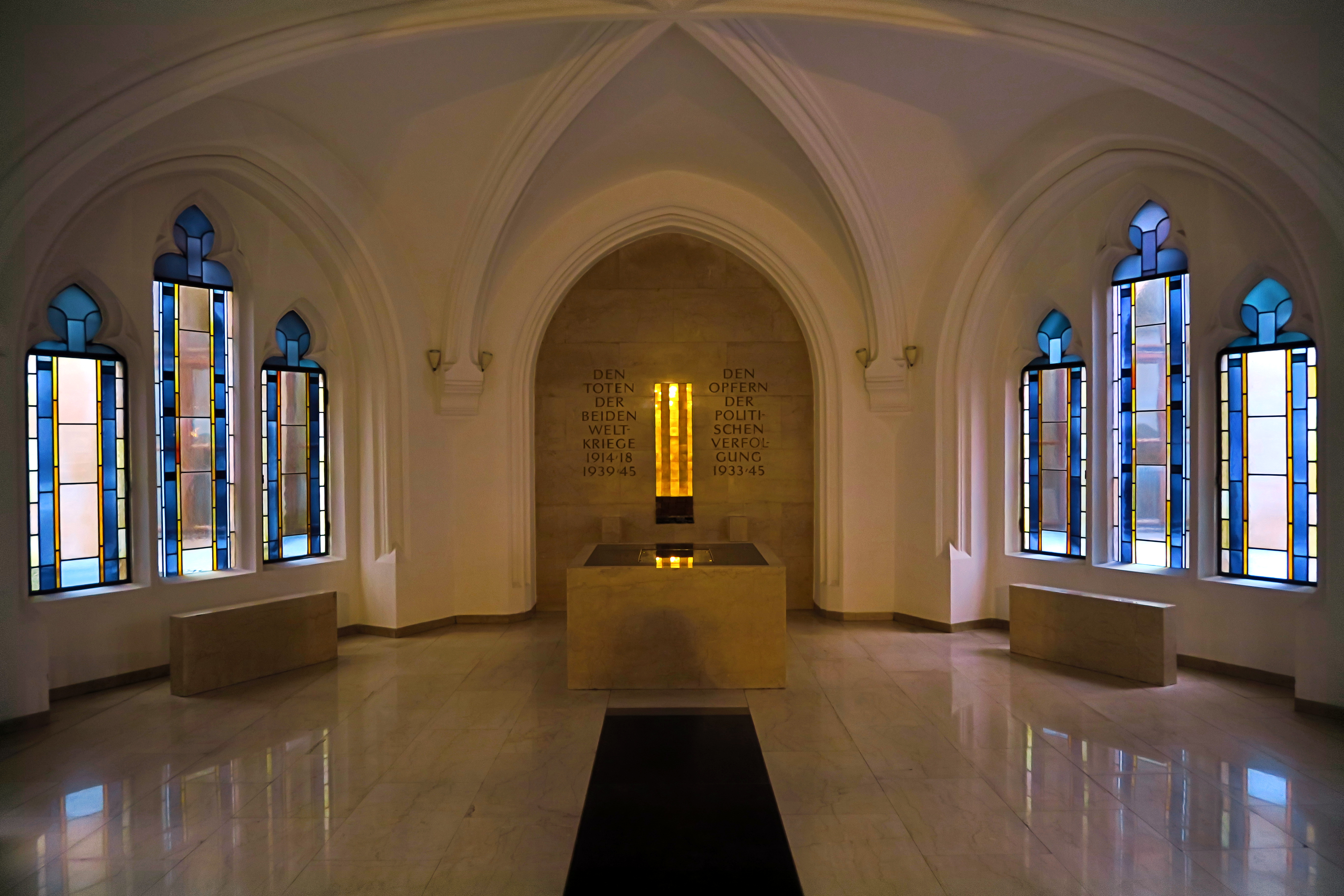
Gedenkraum
Neues Münchner Rathaus

  - Duisburg: Wandbild „Taufe Christi“ in der Liebfrauenkirche
  - Hiroshima: Mosaik in der Weltfriedenskirche
  - Heilbronn: Hiroshima-Mosaik[4] in der Ehrenhalle für Kriegsopfer im Innenhof des Heilbronner Rathauses
  - München:
    - Mosaik im Zwischengeschoss des U-Bahnhofs Odeonsplatz
    - Mosaik in der Obersten Baubehörde
    - Mosaik für den Sakramentsaltar von St. Laurentius (München)
    - Mosaik im Gedenkraum des Neuen Rathauses[5]
    - Mosaik „Der Fährmann“, ehemals in der Pionier- und Fachschule des Heeres für Bautechnik im Areal der Prinz-Eugen-Kaserne (soll in den Neubau des Wilhelm-Hausenstein-Gymnasiums eingebaut werden)[6]
    - Brunnen im Ehrenhain für die Opfer nationalsozialistischer Verfolgung, Nordfriedhof (Mosaik im Brunnengrund)
    - Brunnen im Ehrenhain für die Opfer nationalsozialistischer Verfolgung, Friedhof am Perlacher Forst (Mosaik im Brunnengrund)
    - Brunnen in der Eingangshalle der Maxburg (Mosaik im Brunnengrund)

  - Wunsiedel: „Bergwand“: Mosaik im Gebäude der Fachschule für Steinbearbeitung
- Glas:
  - Konstanz: Zentrales, großes Glasfenster im Chor der Pauluskirche (1929, an Stelle eines Altarbilds)
  - München: „Engel behüten die Erde“, Glasfenster über dem Sixtusportal in der Frauenkirche
  - Aschaffenburg: Giebelfenster (zwei Ensembles) der Pfarrkirche St. Gertrud (Architekt Rudolf Schwarz)

## Schriften
- Konrad Schmidt (Hrsg.): „Daß man Bildhauer sein darf, ist eine Gnade im Leben“. Briefe an einen Bildhauer. Nürnberg  1973, DNB 800670868.